# Juan Carlos Miranda
Juan Carlos Miranda (Chivilcoy, província de Buenos Aires, Argentina, 23 de julho de 1917 – 8 de julho de 1999) cujo nome real era Rafael Miguel Sciorra, foi um cantor dedicado ao género do tango.
Era filho de imigrantes italianos, seu pai era cabeleireiro, e em Chivilcoy, sua cidade natal, além de aprender o oficio do pai fez alguns estudos de música e canto e chegou a actuar com o apodo de Pássaro Vermelho em bares de sua cidade e numa pequena emissora local. Em 1935 transladou-se a Buenos Aires e durante vários anos residiu no bairro de Boedo. Inscreveu-se em PAADI, Primeira Academia Argentina de Interpretação, uma academia que tinha Luis Rubistein em Callao 420, que além de ensinar, tinha a atividade de prover artistas às radioemisoras, e foi de modo que Miranda teve oportunidade de que sua voz saísse por um par de rádios e chegou a ganhar um concurso em Rádio Splendid. O actor Fidel Pintos, que às vezes colaborava nas classes e inclusive tomava provas aos aspirantes, soube que o pianista Lucio Demare procurava um cantor para sua recém criada orquestra e lhe recomendou a Miranda, um desconhecido no ambiente. Não muito convencido, Demare aceitou o provar e após 3 sessões tanto Francisco Canaro como Roberto Fugazot que o escutaram lhe deram o visto bom, pelo que o contratou.